# Jozef Boets
Jozef Boets (Lommel, 11 juli 1922 – Antwerpen, 27 oktober 2012) was een Belgisch rooms-katholiek priester, lid van de congregatie van assumptionisten en hoogleraar aan de Universitaire Faculteiten Sint-Ignatius, later Universiteit Antwerpen.

## Levensloop
Jozef Boets trad in bij de paters assumptionisten. Na het uitspreken van de kloostergeloften en de priesterwijding, werd hem de mogelijkheid geboden een academische carrière op te bouwen. Hij wijdde hierbij het grootste deel van zijn wetenschappelijke opzoekingen en publicaties aan het leven en het werk van priester-dichter Guido Gezelle.
In 1960 promoveerde hij tot doctor in de Germaanse filologie aan de Katholieke Universiteit Leuven. Zijn promotor was de dichter en hoogleraar Albert Westerlinck, die hem aanmoedigde werk te maken van de Gezellestudie. In 1966 werd Boets professor aan de Universitaire Faculteiten Sint-Ignatius, waar hij in datzelfde jaar samen met zijn collega René Felix Lissens het Centrum voor Gezellestudie oprichtte. Van de studie en de uitgave van de werken van Guido Gezelle maakte Boets zijn levenswerk, met als orgelpunt het achtdelige Verzameld Dichtwerk (1980-1991). Hij was oprichter van de Guido Gezellekring en lid van het Guido Gezellegenootschap.
Het archief van Jozef Boets in verband met Gezelle is veelomvattend. Een omvangrijke briefwisseling met literatuuronderzoekers, drukkers, uitgevers, lezers, recensenten, media, leden van de Gezellekring en van het Gezellegenootschap bleef bewaard en geeft een duidelijk inzicht in het twintigste-eeuwse onderzoek over het leven en werk van Gezelle en over de contacten onder Gezellevorsers. In 2009 schonk hij zijn archief over Guido Gezelle aan het Centrum voor Gezellestudie in Antwerpen, dat later bij het KADOC terechtkwam.
Daarnaast publiceerde hij veel boeken en artikels over de Vlaamse literatuurgeschiedenis.
De belangstelling van Boets beperkte zich niet tot de literaire wereld. Hij documenteerde zich uitgebreid over diverse maatschappelijke en kerkelijke evoluties vanaf de jaren 1960 en was een aandachtig observator van een samenleving en een kerk in volle verandering. Dit vond zijn neerslag in honderden brieven over de meest uiteenlopende onderwerpen. Dit deel van het brievenarchief van pater Boets berust eveneens in het KADOC.
De uitvaartdienst van Jozef Boets vond plaats op zaterdag 3 november 2012 in de kapel van de paters assumptionisten in Leuven, waarna hij werd begraven op het kerkhof van de Abdij van het Park in Heverlee.

## Publicaties

### Over Guido Gezelle
- Gezelle en de schoolstrijd te Kortrijk Enkele nieuwe gegevens, in: Gezelliana, 1970.
- Cordelia van de Wiele Secretaresse van Guido Gezelle, in: Gezelliana, 1970.
- Deken Roets en Gezelle, in: Gezelliana, 1970.
- Gezelle, de ‘Flaminguist, in: Spiegel der Letteren, 1970-1971.
- Gezelles journalistieke bedrijvigheid tijdens de eerste jaren van zijn Kortrijkse periode, in: Gezellekroniek, 1971.
- Gezelles Engelse lessen te Kortrijk. Met achtergrond-informatie over de Hiawatha-vertaling’, in: Gezelliana, 1971.
- De Kongo in een gedicht van Gezelle, in: Gezelliana, 1971.
- Poëtische en sociale dimensies van een gelegenheidsgedicht, in: Gezelliana, 1972.
- Djent en Feintig, in: Gezelliana,	1972.
- Bij een onuitgegeven arbeidslied van 1859. Derschersliedje, in: Gezelliana, 1972.
- Een vriendendienst. Twee teksten van Guido Gezelle voor Ernest Rembry, in: Gezelliana, 1973.
- Uit het dagwerk van Gezelle: Carlo de Christophori, in: Gezelliana, 1973.
- Jean-Pierre Couttenier, Guido Gezelles Kortrijkse gelegenheidsgedichten. De Cathrientjes (1875-1899) (Licentiaatsverhandeling, Leuven 1970, in: Gezellekroniek, 1974.
- Gezelle bij de wieg van het Davidsfonds te Kortrijk, in: Dietsche Warande en Belfort, 1975.
- Getooid met de maretak. Semantische beschouwingen bij een gedicht van Gezelle, in: Gezelliana, 	1975.
- Gezelles leermaren. Journalistiek werk uit 1881, Kapellen, 1975.
- Gezelles zelfstandige publicaties. Proeve van bibliografie, in: Gezelliana, 1976.
- Zoekend naar de grenzen van een klankontleding in een gedicht van Gezelle. Met het telbord of het innerlijk oor, in: Gezelliana, 1976.
- Als de dichter poëzie vertaalt, in: Gezelliana, 1977.
- Gezelles zelfstandige publicaties. Proeve van bibliografie (vervolg), in: Gezelliana, 1977.
- Het prospectus van ‘Vlaemsche dichtoefeningen’ van 1858, in: Gezelliana, 1978.
- De innerlijke wereld van Guido Gezelle. Bij een nieuw boek van Albert Westerlinck, in: Ons Erfdeel, 1979.
- Gezelles zelfstandige publicaties, Kapellen, 1979.
- Dat gebied waar mensen zijn. Een wandeling door de poëzie van Guido Gezelle, Martinus Nijhoff, Den Haag 1980.
- Goud op de tong : ook 33 kleengedichtjes uit Gezelles Stille jaren, 1862-1877, Tielt/Amsterdam, 1980.
- De twee versies van Rijmsnoer 1897, in: Gezelliana, 1981-1982.
- Koffiepraatje. Bij een onbekend gedicht, in: Gezelliana 1981-1982.
- Guido Gezelle. Een schets voor een algemeen beeld, in: Gezelliana, 1981-1982.
- De prijs van een vers, in: Gezelliana, 1981-1982.
- Ruusbroec en Gezelle, in: Vlaanderen, 1981.
- Gezelle in acht delen (niet vierendelen), in: Gezellekroniek, 1982.
- Dichten... Wat is dichten dan?, in: Gezelliana, 1983.
- Uit Gezelles ‘Groot liedboek'	in: Gezelliana, 1983.
- In verband met woordverklaring, in: Gezelliana, 1984.
- Het onbekende gedicht ‘Voor de veister’, in: Gezelliana, 1984.
- Bij een gedicht van de 22-jarige Gezelle, in: Gezelliana,	1984.
- Vertellend vertalen of verhullend verhalen, in: Gezelliana, 1985.
- Gezelle als sneldichter (voor het volk van Wevelgem), in: Gezelliana, 1985.
- Het nagelaten dichtwerk van Gezelle (verrassende ervaringen van een tekst-uitgever), in: Gezelliana, 1986.
- Het Verzameld dichtwerk van Guido Gezelle, in: Ons Erfdeel, 1989.
- Gezelle, eindelijk!, in: Ons Erfdeel, 1991.
- Guido Gezelle. Spreuken en gezegden, Antwerpen, 1993.
- De avonden van Gezelle, in: Vlaanderen, 1999.
- (samen met Luc Strobbe), Guido Gezelle en de scheurkalender. Op zoek naar het ontstaan van de dagbladkalender, Brugge, 1999.
- In het spoor van Reynaert op zoek naar Gezelle, in: Tiecelijn, 2000.
- Het handschrift van "Het Gulden Vlies", in: Biekorf, 2001.

### Het verzameld dichtwerk van Guido Gezelle
- Guido Gezelle: Verzameld dichtwerk, Antwerpen/Amsterdam, De Nederlandsche Boekhandel, 8 delen, 1980-1991.

Zijn voornaamste bijdrage tot de kennis en het onderzoek van het poëtisch oeuvre van Guido Gezelle, leverde Jozef Boets door het op zich nemen van de redactie van de monumentale uitgave, gewijd aan de wetenschappelijke publicatie van het dichtwerk van de Heer ende Meester Gezelle, gepubliceerd tussen 1980 en 1991. Zelf leverde hij talrijke bijdragen. Hij was ook verantwoordelijk voor zeer talrijke analyses, woordverklaringen, informatie en gegevens over elk van de gedichten.
Deze publicatie nam de opvolging van de 'Jubileumuitgave' uit 1930-1939, en verwerkte alle nieuwe gegevens die in een halve eeuw de kennis van Gezelle en zijn dichtwerk hadden verrijkt.

### Andere
- Klanksymboliek in een gedicht van Karel van de Woestijne, in: Spiegel der Letteren, 1960.
- Moderne theorieën in verband met klankexpressie. Een kritische studie met een systematische bibliografie over de jaren 1900 tot 1960, Gent, Koninklijke Vlaamse Academie voor Taal- en Letterkunde, 1965.
- Gedichten om in te wonen. Beschouwingen bij een veertigtal Nederlandse gedichten, 1967.
- In memoriam José Aerts (17.2.1914-30.4.1984), in: Gezellekroniek, 1983.
- In Memoriam Pater Emiel Janssen 23.4.1897 - 27.3.1984, in: Gezelliana, 1984.
- Het handschrift van ‘Het gulden vlies’, in: Biekorf, 2001.